# Charles McCracken (Cellist)
Charles P. McCracken (* 11. April 1926 in Jonesboro (Arkansas); † 5. November 1997) war ein amerikanischer Cellist, der Neue Musik neben älterer klassischer Musik interpretierte, aber auch in der Popmusik und im Jazz wirkte.

## Wirken
McCracken wurde nach seiner Ausbildung mit 24 Jahren Mitglied des Orchesters der Metropolitan Opera. Auch spielte er zahlreiche Werke auf Platte ein, etwa das String Trio von Artur Schnabel; Leopold Stokowski holte ihn zu seiner Einspielung von Barockkonzerten 1967. Als Studiomusiker gehörte er zeitweise zum MGM Orchester, das unter anderem Werke von Heitor Villa-Lobos einspielte; als Cellist ist er zudem solistisch auf Aufnahmen von Harold Shapero, Bill Russo (School of Rebellion) und Charles Mingus (Pre-Bird, Let My Children Hear Music) zu hören.
McCracken war auch an großorchestralen Einspielungen von Oliver Nelson, Hugo Montenegro, Jackie Paris, Stan Getz und Louis Armstrong beteiligt. Später gehörte er zum Beaux Arts String Quartet, mit dem er an zahlreichen Aufnahmen des Crossover beteiligt war, etwa von Warren Vaché oder Ruby Braff. 1983 spielte er die Cellosonate von Samuel Barber ein. Tom Lord listet 219 Aufnahmen mit ihm zwischen 1956 und 1993. Er starb an den Folgen von Lungenkrebs.
Sein Sohn ist der Fagottist Charles McCracken junior, der zum Andenken an seinen Vater Robert Paterson mit der Komposition Elegy for Two Cellos and Piano beauftragte.